# La Poly Normande 2017
La Poly Normande 2017, trentasettesima edizione della corsa e valevole come evento dell'UCI Europe Tour 2017 categoria 1.1, si svolse il 30 luglio 2017 su un percorso di 168,9 km, con partenza da Avranches e arrivo a Saint-Martin-de-Landelles, in Francia. La vittoria fu appannaggio del francese Alexis Gougeard, il quale completò il percorso in 3h59'09", alla media di 42,375 km/h, precedendo i connazionali Johan Le Bon e Laurent Pichon.
Sul traguardo di Saint-Martin-de-Landelles 72 ciclisti, su 97 partiti da Avranches, portarono a termine la competizione.

## Squadre e corridori partecipanti
| N.    | Cod. | Squadra                      |
| ----- | ---- | ---------------------------- |
| 1-7   | ALM  | AG2R La Mondiale             |
| 11-16 | FDJ  | FDJ                          |
| 21-28 | COF  | Cofidis, Solutions Crédits   |
| 31-38 | DMP  | Delko Marseille Provence KTM |
| 41-48 | DEN  | Direct Énergie               |
| 51-58 | TFO  | Fortuneo-Oscaro              |
| 61-68 | AUB  | HP BTP-Auber 93              |

| N.      | Cod. | Squadra                          |
| ------- | ---- | -------------------------------- |
| 71-78   | RLM  | Roubaix-Lille Métropole          |
| 81-88   | ADT  | Armée de Terre                   |
| 91-98   | WVA  | WB Veranclassic Aquality Protect |
| 101-108 | WGG  | Wanty-Groupe Gobert              |
| 111-118 | IWS  | IsoWhey Sports SwissWellness     |
| 121-128 | CCD  | Team Differdange-Losch           |

## Ordine d'arrivo (Top 10)
| Pos. | Corridore         | Squadra      | Tempo    |
| ---- | ----------------- | ------------ | -------- |
| 1    | Alexis Gougeard   | AG2R         | 3h59'09" |
| 2    | Johan Le Bon      | FDJ          | a 3"     |
| 3    | Laurent Pichon    | Fortuneo     | s.t.     |
| 4    | Jérémy Leveau     | Roubaix      | s.t.     |
| 5    | Romain Le Roux    | Armée de Te. | s.t.     |
| 6    | Guillaume Martin  | Wanty        | a 5"     |
| 7    | Dimitri Claeys    | Cofidis      | s.t.     |
| 8    | Kenneth Vanbilsen | Cofidis      | s.t.     |
| 9    | Fabien Grellier   | Direct       | a 9"     |
| 10   | Kévin Ledanois    | Fortuneo     | a 15"    |